# 電子音
電子音（でんしおん）は、電子回路によって電気的に発生された音である。

## 概要
電子音は、機械の操作において、入力・出力を知らせたり、警告としての意味合いを持たせたりするために実装される。現代社会においては身近な存在である。

### スピーカーを用いない場合
電磁石と振動板を組み合わせた回路による物理的な音は、特にブザー（buzzer）と呼ばれる（振動板をハンマーとゴングに置き換えたものが電鈴である）。後述のような回路によって再現された音でも、この装置のような音であれば電子ブザーと呼び習わしている。

### スピーカーを用いる場合
現代的には、発振回路やメロディICを用いて電気信号を発振させ、可聴周波数帯（100ヘルツ - 10キロヘルツ程度の範囲）の信号を作り出し、スピーカーから出力することで得られる単純な周波数・波形の音を特に「電子音」と呼び、コンピューター等ではビープ音（beep sound）あるいは発振音（はっしんおん）とも呼ばれる。
機械的に信号が作られることから、信号波形は規則的な周期振動（正弦波、矩形波、三角波、ノコギリ波など）である。電話機のように複数の信号波形を合成（和音）して出力できる機械もあるほか、プログラミング（MIDI形式など）によってメロディを奏でられる仕組みを備えた機器も存在する。